# Thợ xây
Thợ xây hay thợ xây dựng là một người công nhân xây dựng là những người có tay nghề hoặc được đào tạo chuyên nghiệp thực hiện việc lao động trực tiếp và tham gia xây dựng cơ sở hạ tầng, các công trình, nhà cửa.... để nhận thù lao hay lương tháng, đây là một hoạt động mang tính dịch vụ, bán sức lao động.

## Định nghĩa
Theo một số định nghĩa, thợ xây có thể được hiểu là người tham gia vào công việc lao động chân tay. Các thợ xây có thể không chuyên hoặc bán chuyên, cũng có thể là những người lành nghề hoặc làm công việc giám sát và quản lý. Tại Vương quốc Anh, ví dụ, thợ xây được xác định là những người "làm việc cho hoặc dưới sự kiểm soát của một nhà thầu tại công trường xây dựng";. Ở Canada, định nghĩa này cũng bao gồm những người đảm bảo tuân thủ các quy định và tiêu chuẩn xây dựng, và những người giám sát công nhân khác.
Thuật ngữ "thợ xây" là một thuật ngữ rộng và tổng quát, và hầu hết thợ xây được phân loại chủ yếu dựa trên cấp độ cụ thể và loại công việc mà họ thực hiện. Trong hầu hết các quốc gia, nhóm công nhân chiếm một số lượng lớn trong ngành công nghiệp xây dựng. Chẳng hạn, tại Hoa Kỳ, vào tháng 5 năm 2021, ngành xây dựng đã tạo việc làm cho hơn 7,5 triệu người, trong đó có hơn 820.000 công nhân lao động, 573.000 thợ mộc, 508.000 thợ điện công nghiệp, 258.000 người điều khiển thiết bị và 230.000 quản lý xây dựng.. Giống như hầu hết các lĩnh vực kinh doanh khác, ngành xây dựng cũng có một lượng lớn nhân viên cổ cồn trắng. Vào tháng 5 năm 2021, có 681.000 người làm việc trong 'nghề vụ văn phòng và hỗ trợ hành chính' được ghi nhận bởi Bộ Lao động Hoa Kỳ.. Năm 2020, Hoa Kỳ báo cáo rằng, trong tổng số thợ xây, khoảng 30% công nhân là người Hispanic và khoảng 11% là phụ nữ..
Thợ xây thường được gọi một cách thông tục là "thợ đội mũ bảo hiểm" hoặc "đội mũ bảo hiểm", vì họ thường đội mũ bảo hiểm để đảm bảo an toàn khi làm việc trên các công trường xây dựng.

## An toàn
Theo Tổ chức Lao động Quốc tế, ngành xây dựng đang phải đối mặt với một tỷ lệ tai nạn ghi nhận cao hơn so với các ngành khác. Vào năm 2019, Tổ chức Lao động Quốc tế đã xác định rằng những nguyên nhân hàng đầu dẫn đến tử vong nghề nghiệp trên các công trường xây dựng bao gồm té ngã, sét đánh, bị nghiền ép và bị kẹt giữa các vật thể. Mặc dù các công trường xây dựng đối mặt với những nguy cơ tương tự, tỷ lệ tai nạn lại biến đổi tùy theo khu vực và quốc gia do sự đa dạng về văn hóa an toàn và hành vi an toàn của người lao động.
Trong lĩnh vực xây dựng, tỷ lệ tử vong do nghề nghiệp cao hơn hẳn so với các ngành khác, không chỉ ở Hoa Kỳ mà còn ở Liên minh châu Âu. Tại Hoa Kỳ vào năm 2019, có 1.061 trường hợp tử vong trong ngành công nghiệp tư nhân, chiếm khoảng 20%, xảy ra trong lĩnh vực xây dựng. Mặc dù ngành xây dựng chỉ chiếm khoảng 6% tổng số công nhân tại Hoa Kỳ, nhưng lại ghi nhận 17% tỷ lệ tử vong - con số cao nhất trong tất cả các ngành nghề.
Ở Vương quốc Anh, ngành xây dựng góp phần vào 31% tỷ lệ tử vong trong công việc và 10% tỷ lệ thương tích nghiêm trọng tại nơi làm việc. Ở Nam Phi, mỗi năm có khoảng 150 trường hợp tử vong và khoảng 400 trường hợp bị thương liên quan đến các công trường xây dựng. Ở Brasil, tỷ lệ tử vong do công việc chung là 3,6 trên 100.000 người. (Thông tin về tử vong trong ngành xây dựng tại châu Á, Nam Mỹ, châu Phi và châu Nam Cực hầu như không có hoặc rất ít.) Bảng dưới đây chứa thông tin về nhiều quốc gia khác và tỷ lệ tử vong tại các công trường xây dựng.
| Quốc gia/vùng  | Tử vong (mỗi năm trên 100.000 công nhân) | Năm  | Ghi chú |
| -------------- | ---------------------------------------- | ---- | ------- |
| Úc             | 6.2                                      | 2018 | [ 19 ]  |
| Canada         | 8.7                                      | 2008 | [ 20 ]  |
| Châu Âu        | 1.77                                     | 2018 | [ 21 ]  |
| Pháp           | 2.64                                     | 2012 | [ 22 ]  |
| Phần Lan       | 5.9                                      | 2008 | [ 23 ]  |
| Đức            | 5.0                                      | 2008 | [ 23 ]  |
| Ireland        | 9.80                                     | 2013 | [ 24 ]  |
| Ấn Độ          | 10.0                                     | 2008 | [ 25 ]  |
| Na Uy          | 3.3                                      | 2008 | [ 23 ]  |
| Thụy Điển      | 5.8                                      | 2008 | [ 23 ]  |
| Thụy Sĩ        | 4.2                                      | 2008 | [ 23 ]  |
| Vương quốc Anh | 1.62                                     | 2021 | [ 26 ]  |
| Hoa Kỳ         | 9.8                                      | 2014 | [ 27 ]  |
| Israel         | 12.12                                    | 2015 | [ 28 ]  |

### Nguy cơ

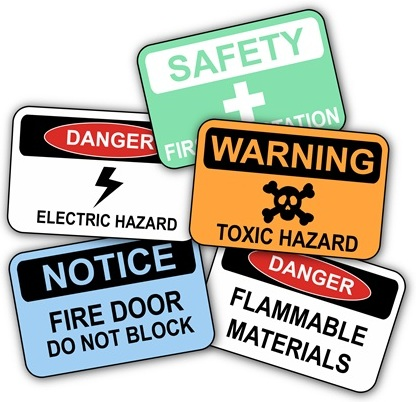
Các biển báo an toàn thường được sử dụng tại các công trường xây dựng và môi trường làm việc công nghiệp

Các nguy cơ an toàn hàng đầu trên các công trường xây dựng bao gồm nguy cơ té ngã, bị kẹt giữa các vật thể, sét đánh và bị va đập bởi các vật thể. Những rủi ro này đã gây ra thương tích và tử vong trên các công trường xây dựng trên toàn cầu. Thất bại trong việc nhận biết nguy cơ thường là do sự đào tạo hạn chế hoặc không đúng cách và giám sát công nhân. Các lĩnh vực thiếu đào tạo thường bao gồm các nhiệm vụ liên quan đến thiết kế an toàn, kiểm tra an toàn và giám sát an toàn. Sự thất bại ở bất kỳ trong những lĩnh vực này có thể dẫn đến tăng nguy cơ đối mặt với sự nguy hiểm trong môi trường xây dựng.
Té ngã là nguyên nhân hàng đầu gây thương tích trong ngành xây dựng, đặc biệt là đối với công nhân lớn tuổi và chưa được đào tạo đầy đủ. Trong Hướng dẫn của Cơ quan An toàn và Sức khỏe Nghề nghiệp (OSHA) (29 CFR) được sử dụng tại Hoa Kỳ, cần có biện pháp bảo vệ trước té ngã trong các khu vực bao gồm, nhưng không giới hạn, các ramp, đường băng và các đoạn đường khác; các khu vực đào đất; khu vực cẩu hạ; lỗ trống; công trình đúc khuôn; làm việc ở đỉnh; các cạnh không được bảo vệ và các cạnh bên; làm việc ngoài mép tường và công việc liên quan; lắp đặt mái; lắp đặt sẵn; mở cửa tường; lỗ trống như lỗ; xây dựng nhà ở; và các bề mặt đi bộ/làm việc khác. Các quốc gia khác có quy định và hướng dẫn về bảo vệ trước té ngã để ngăn ngừa thương tích và tử vong.
Các vụ tai nạn giao thông là một nguy cơ an toàn lớn khác trên các công trường xây dựng. Việc cẩn thận khi vận hành xe cơ giới hoặc thiết bị trên công trường là rất quan trọng. Xe cơ giới cần được trang bị hệ thống phanh dịch vụ, hệ thống phanh khẩn cấp và hệ thống phanh đậu. Tất cả các phương tiện phải có hệ thống cảnh báo âm thanh nếu người điều khiển chọn sử dụng nó. Xe cần có cửa sổ và cửa, bàn đạp kính chắn gió và tầm nhìn rõ ràng từ cửa sổ phía sau. Tất cả nhân viên cần được đào tạo đúng cách trước khi sử dụng xe cơ giới và thiết bị.
Nhân viên trên công trường xây dựng cũng cần phải nhận thức về nguy cơ ở mặt đất. Cáp chạy ngang đường thường gặp cho đến khi có thiết bị đế cáp được phát minh để bảo vệ ống và thiết bị khác cần được bày ra. Một nguy cơ khác mà người lao động có thể phải đối mặt là việc tiếp xúc quá mức với nhiệt và độ ẩm trong môi trường. Việc làm việc quá sức trong thời tiết như vậy có thể dẫn đến các bệnh liên quan đến nhiệt độ như say nắng, say nhiệt và chuột rút nhiệt độ.
Tiếng ồn cũng là một nguy cơ nghề nghiệp, và một nghiên cứu năm 2019 đã phát hiện rằng các công trường xây dựng có mức tiếng ồn cao nhất so với một số ngành công nghiệp khác. Nguy cơ khác tại công trường xây dựng bao gồm tiếp xúc với asbestos, dung môi, và các hoạt động xử lý thủ công.

### Trang thiết bị bảo hộ cá nhân
Mũ bảo hộ, giày bảo hộ và áo phản quang thường được thợ xây trên khắp thế giới sử dụng. Các loại trang thiết bị bảo hộ khác như găng tay, kính bảo hộ, hoặc áo bảo hộ tăng hiệu quả cũng có thể được yêu cầu dựa trên đánh giá nguy cơ.

### Tuần An Toàn Quốc Gia
Mỗi mùa xuân tại Hoa Kỳ, nhiều tổ chức an toàn tổ chức một chiến dịch tự nguyện kéo dài một tuần để nâng cao nhận thức về nguy cơ ngã trong ngành xây dựng, là nguyên nhân chính dẫn đến tử vong cho công nhân xây dựng. Sự kiện này cung cấp cơ hội cho các nhà tuyển dụng để thảo luận về các mối nguy hiểm về an toàn như ngã và cách ngăn chặn chúng. Ngay cả khi một công ty không có nhân viên tiếp xúc với nguy cơ ngã, chiến dịch nâng cao nhận thức về an toàn vẫn có thể được sử dụng để thảo luận về các mối nguy hiểm công việc khác, các phương pháp ngăn ngừng, và chính sách an toàn của công ty.
Trong năm 2016, ngã từ độ cao đã gây ra 92 trong số 115 vụ tử vong trong ngành lợp mái cũng như 384 trong tổng số 991 trường hợp tử vong trong ngành xây dựng. Trong năm 2016, ngã từ độ cao đã dẫn đến tử vong nhiều nhất cho công nhân xây dựng ở Hoa Kỳ, làm chết hơn 310 công nhân xây dựng và gây thương tích nghiêm trọng cho thêm 10,350 người khác do ngã từ độ cao. Trong năm 2016, nguyên nhân chính của các trường hợp tử vong do ngã trong ngành xây dựng này là ngã từ mái (124), ngã từ cầu thang (104), và ngã từ giàn giáo (60). Tám mươi mốt phần trăm số tử vong từ mái mái xảy ra trong ngành xây dựng, 57% tử vong từ cầu thang xảy ra trong ngành xây dựng, và 86% tử vong từ giàn giáo xảy ra trong ngành xây dựng.
Nhiều trong số 10 vi phạm OSHA được trích dẫn nhiều nhất mỗi năm liên quan đến các tiêu chuẩn an toàn liên quan đến ngăn chặn ngã. Số lượng tử vong hàng năm trong ngành xây dựng tại Hoa Kỳ được liệt kê trong bảng dưới đây:
| Năm  | Ngã tử vong | Tử vong do nguyên nhân khác | Tổng cộng |
| ---- | ----------- | --------------------------- | --------- |
| 2017 | 386         | 585                         | 971       |
| 2016 | 384         | 607                         | 991       |
| 2015 | 364         | 573                         | 937       |
| 2014 | 359         | 540                         | 899       |
| 2013 | 302         | 526                         | 828       |
| 2012 | 290         | 516                         | 806       |

Chương trình ban đầu được khởi đầu vào Ngày Kỷ niệm Công nhân năm 2012 như một dự án kéo dài hai năm nhằm nâng cao nhận thức về việc ngăn chặn ngã trong ngành xây dựng, nhưng do sự thành công, nó đã được tiếp tục vào đầu mỗi mùa xây dựng. Vào năm 2015, hơn 150 sự kiện công cộng đã được tổ chức trên khắp nước Mỹ, với hơn 150,000 công nhân và 1.5 triệu nhân viên không quân tham gia.
Các tổ chức hợp tác với OSHA để tài trợ cho sự kiện thường niên này bao gồm Viện An toàn và Sức khỏe Nghề nghiệp Quốc gia (NIOSH), Trung tâm Nghiên cứu và Đào tạo Xây dựng (CPWR), Hội An toàn Xã hội Mỹ (ASSP), Hội An toàn Quốc gia và nhiều tổ chức khác. Các nguồn tài liệu để hỗ trợ các nhà tuyển dụng tìm kiếm các hoạt động cũng có sẵn từ nhiều nguồn. Hội Xây dựng Nhà Quốc gia (NAHB) và NIOSH đã đăng tải một số video về ngăn chặn ngã trên YouTube, và Hiệp hội Thợ Mái nhà Quốc gia đã xuất bản ba video hội thảo trực tuyến có sẵn để xem.
The Lergent Developers đã phát hành một ứng dụng di động có sẵn để tải về, giúp công nhân tìm nguồn cung cấp khóa học ngăn chặn ngã được ủy quyền.

## Điều kiện bất lợi
Các ví dụ về điều kiện làm việc kém và mức lương thấp cho người lao động di cư: Năm 2008, một báo cáo của Tổ chức Theo dõi Nhân quyền (Human Rights Watch) đã nêu rõ tình trạng không an toàn và bất công trong việc làm tại Trung Quốc, đồng thời chỉ ra sự thiếu kiểm soát của chính phủ trong việc áp dụng các tiêu chuẩn lao động trong ngành xây dựng. Tổ chức Lao động Quốc tế (ILO) đã ước tính vào cuối năm 2006 rằng 90% trong tổng số 40 triệu công nhân ngành xây dựng tại Trung Quốc là những người di cư. Đa số trong số họ đã chuyển sang làm việc sau khi cộng đồng nông nghiệp của họ sụp đổ vào cảnh nghèo đói.
Tại Hoa Kỳ, lao động của người nhập cư trái phép phổ biến trong ngành này. Do tình trạng pháp lý mơ hồ của họ, một số nhà tuyển dụng đã vi phạm luật pháp bằng cách trốn thuế lương và không tuân thủ các tiêu chuẩn nơi làm việc, mà họ hiếm khi phải chịu hậu quả về pháp lý. Tình trạng lạm dụng tương tự đã xảy ra tại Qatar trong quá trình chuẩn bị cho Giải bóng đá thế giới FIFA 2022, nơi các công nhân, đa số đến từ các quốc gia nghèo ở khu vực Ấn Độ Dương, phải làm việc trong điều kiện sa mạc với mức lương cực kỳ thấp, thậm chí chỉ từ 6,20 euro một ngày.